# Lycianthes synanthera
Lycianthes synanthera är en potatisväxtart som först beskrevs av Sendt., och fick sitt nu gällande namn av Friedrich August Georg Bitter. Lycianthes synanthera ingår i Himmelsögonsläktet som ingår i familjen potatisväxter. Inga underarter finns listade i Catalogue of Life.